# Bite It Like a Bulldog
Bite It Like a Bulldog è un brano musicale del gruppo heavy metal finlandese Lordi, pubblicato nel 2008 come singolo estratto dall'album Deadache.

## Tracce
1. Bite It Like a Bulldog – 3:28